# BUWOG-Affäre
Die BUWOG-Affäre umfasst mögliche Untreue, illegale Absprachen und Provisionszahlungen in Zusammenhang mit der Privatisierung von 60.000 Bundeswohnungen der Bauen und Wohnen GmbH (BUWOG) durch den damaligen österreichischen Finanzminister Karl-Heinz Grasser (FPÖ). Der Republik Österreich sollen dadurch nach Angabe der Grünen-Politikerin Gabriela Moser bis zu einer Milliarde Euro entgangen sein.
Grasser beteuert, von den Zahlungen nichts gewusst zu haben. Ein ehemaliger Mitarbeiter Grassers bezeichnete den Deal jedoch als „abgekartetes Spiel“. Grasser wurde wegen Mißbrauch der Amtsgewalt und Verletzung des Amtsgeheimnisses angeklagt. Im März 2025 wurden acht Angeklagte, darunter Grasser, zu Haftstrafen verurteilt. Die Entscheidungen sind rechtskräftig.

## Auslöser
Die Affäre kam im September 2009 durch Zufall ans Licht. Bei Ermittlungen zur Pleite der Constantia Privatbank (CPB) stießen Prüfer auf eine ungewöhnliche Provisionszahlung an den PR-Berater Peter Hochegger und seinen Geschäftspartner, den Lobbyisten und Ex-FPÖ-Politiker Walter Meischberger. Die beiden Bekannten Grassers erstatteten infolge Selbstanzeige und brachten damit äußerst dubiose Geschäftsgebarungen ans Licht.

## Finanzieller Schaden durch Gesamtverkauf
Medial weitgehend unbeachtet entstand der größte Schaden an der Republik Österreich durch die Entscheidung, die 60.000 Wohnungen als Gesamtpaket, anstatt einzeln zu verkaufen. Der Käufermarkt für 60.000 Wohnungen ist wesentlich geringer als für einzelne Wohnungen. So wurde durch den Verkauf im Gesamtpaket nur ein Preis von 594 €/Quadratmeter erreicht, im Einzelverkauf in den Jahren zuvor wurden hingegen Preise von 1.350 €/Quadratmeter erreicht. Dadurch entstand der Republik Österreich ein Schaden von über einer Milliarde Euro.
Nach dem Rechnungshof wäre eine „Veräußerung (…) dann wirtschaftlich, wenn die sich aus der geringeren Staatsverschuldung ergebende Zinsersparnis höher wäre als der Einnahmenausfall des Staates aus den abgeführten Gewinnen seiner Wohnbaugesellschaften“.
Grasser beruft sich vor dem parlamentarischen Korruptionsuntersuchungsausschuss auf diese Vorgabe, die jedoch den Kapitalerhalt nicht berücksichtigt.
Gemäß der Wiener Zeitung sei der „Immofinanz (…) durch den Buwog-Kauf ein Gewinn von 1,2 Milliarden Euro erwachsen, dies sei mehr als das Hundertfache der Summe, die Hochegger erhielt (…)“.

## Verdacht der Untreue bei der Auswahl der beratenden Investmentbank
Bereits im Jahr 2002 soll es bei der Auswahl der beim Verkauf beratenden Investmentbank zu Unregelmäßigkeiten gekommen sein. Für die Abwicklung der Buwog-Privatisierung wurde eine Bank gesucht. Michael Ramprecht war aufseiten des Ministeriums für die Auswahl der Investmentbank zuständig. Er behauptete, dass Lehman Brothers (die Bank kollabierte 2008 spektakulär) im Jahr 2002 den Auftrag erhielt, obwohl sie mit 10,2 Millionen Euro Beratungshonorar deutlich teurer war als die rivalisierende CA IB (jetzt UniCredit). Der Auftrag wurde laut Ramprecht auf ausdrücklichen Wunsch Grassers erteilt, dessen enger Freund Karlheinz Muhr als Berater für Lehman arbeitete. Muhr soll dafür über 400.000 Euro von Lehman erhalten haben.

## Verdacht der illegalen Absprache beim Verkaufsverfahren
Im Jahr 2003 werden die Bundeswohnungen ausgeschrieben. Im darauf folgenden Jahr setzte sich das Bieterkonsortium, bestehend aus RLB OÖ, Wiener Städtische und Immofinanz, mit einem Gebot von 961,2 Millionen Euro durch. Das entspricht einem Preis von nur 16.020 € pro Wohnung, bzw. 594 € pro Quadratmeter. Beim ursprünglich angedachten Verkauf an die Mieter lag der geforderte durchschnittliche Verkaufspreis bei 1.132 € pro Quadratmeter. Die bis dahin meistbietende CA Immo (960 Millionen Euro) wurde überraschend um lediglich 1,19 Millionen Euro (nur etwas über 0,1 %) überboten. Erst nachdem der damalige Kärntner Landeshauptmann Jörg Haider ebenso überraschend in der letzten Runde auf das Vorkaufsrecht der im Paket enthaltenen Villacher Wohnungsgesellschaft ESG verzichtet hatte, lag das Bieterkonsortium um die Immofinanz knapp vorne. Ohne ESG wäre die CA Immo mit ihrem Angebot von 747 Millionen Euro um 20 Mio. Euro vor der Immofinanz gelegen. Grasser wurde dabei von seinem Ex-Kabinettschef Heinrich Traumüller unterstellt, Insiderinformationen über das Vergabeverfahren, insbesondere den Preis und die Höhe des Konkurrenzangebots der CA Immo über Hochegger an den damaligen Chef der Immofinanz Karl Petrikovics weitergegeben zu haben. Auch die Staatsanwaltschaft ging laut Medienberichten im Frühjahr 2012 davon aus, dass Grasser Kenntnis vom Gebot der Immofinanz hatte.
Die Immofinanz zahlte Hochegger 9,6 Millionen Euro (ein Prozent vom Kaufpreis) für Vermittlungstätigkeiten, die über die zypriotische Briefkastenfirma Astropolis an der Finanz vorbeigeschmuggelt wurden. Etwa 7,7 Millionen Euro reichte Hochegger an Meischberger weiter. Dieser soll wiederum einen Teil der Provision über ein komplexes Geflecht aus Briefkastenfirmen und Giro-Konten im US-Bundesstaat Delaware nach Liechtenstein u. a. an seinen damaligen engen Freund Grasser (dessen Trauzeuge er war) weitergeleitet haben. Im Fürstentum sollen die Gelder auf mehrere Konten aufgeteilt worden sein. Grasser und Plech bestreiten, dass zwei Konten ihnen zugeordnet seien. Meischberger argumentierte die Aufteilung der Gelder so, dass es sich um seine persönliche Finanzplanung gehandelt habe.
Grasser ließ sich auch im Jahr 2004 von Meischbergers Agentur ZehnVierzig eine Urlaubsreise auf die Seychellen bezahlen. Die Kosten sollen nach der Reise von Grasser an Meischberger rückvergütet worden sein. Die Reise fand nur acht Wochen vor dem umstrittenen Verkauf der BUWOG an das Immofinanz-Konsortium statt. Grasser erklärte, dass er die Reise selbst bezahlt habe. Die Buchung sei lediglich über Meischberger gelaufen, da dieser Sonderkonditionen bekommen habe. Meischberger kann sich – nach mehr als sechs Jahren – nicht mehr genau erinnern, wie ihm Grasser das Geld gegeben habe: „Er wird es mir bar gegeben haben oder hat es mir überwiesen … Ich weiß nicht mehr, ob er es mir bar gegeben hat. … Vielleicht habe ich einen billigeren Preis bekommen … Es kann sein, dass … ich dort für ein besonderes Arrangement angerufen habe.“ Der SPÖ-Bundesgeschäftsführer Günther Kräuter forderte in diesem Zusammenhang die sofortige Öffnung der Konten Grassers.

## Rechtswidriges Zustandekommen des Privatisierungsgesetzes
Im März 2012 wurde bekannt, dass das eigens für den BUWOG-Verkauf erlassene Gesetz nicht verfassungskonform zustande gekommen sein dürfte. Laut Rechtsexperten wurde der Bundesrat widerrechtlich umgangen, obwohl die Gesetzesänderung Steuereinbußen für die Länder und Gemeinden mit sich brachte. Das erfolgreiche Konsortium rund um die Immofinanz ersparte sich dadurch allein an Grunderwerbsteuer rund 30 Millionen Euro.

## Ermittlungen der Staatsanwaltschaft
Erste Ermittlungen im Fall BUWOG verliefen schleppend. Der zuständige Staatsanwalt Norbert Haslhofer, der die Ermittlungen laut Medienberichten mit vollem Elan und zum Teil streng geheim durchführte, legte am 15. Dezember 2009 überraschend sein Amt nieder. Ein Sprecher der Staatsanwaltschaft erklärte hierzu: „Haslhofer wird auf eigenen Wunsch hin zufolge langfristig geplanter beruflicher Veränderung eine mit allgemeinen Strafsachen befasste Abteilung der Staatsanwaltschaft Wien übernehmen.“ Tatsächlich trat Haslhofer den genannten Job nie an. Der Fall wurde daraufhin wiederholt an neue Staatsanwälte übertragen, die sich immer wieder neu in die umfangreiche Materie einarbeiten mussten.
Unter der Leitung von Markus Fussenegger führte die Staatsanwaltschaft schließlich am 26. Jänner 2010 im Zuge ihrer Ermittlungen 15 Razzien durch, davon zwölf Hausdurchsuchungen in Österreich (Wien, Niederösterreich und Vorarlberg) und drei in Liechtenstein. Durchsucht wurde insbesondere auch das Haus des Wiener Immobilienmaklers und Grasser-Vertrauten Ernst Karl Plech. Er war BUWOG-Präsident und gleichzeitig Mitglied der Vergabekommission, die über den BUWOG-Verkauf entschied.
Die Staatsanwaltschaft ließ auch Konten der Mandarin Group Limited bei der Raiffeisen Bank in Liechtenstein einfrieren, auf das laut Gerichtsunterlagen Gelder von Meischberger geflossen sind. Das Konto sollte gerichtlich geöffnet werden, um Transaktionen zwischen Mandarin und der Schweizer Ferint AG zu prüfen. Die letztgenannte Treuhandfirma wird Grasser zugerechnet. So soll Grasser etwa seinen Gewinn von 500.000 Euro aus dem dubiosen Verkauf der Hypo Group Alpe Adria im Jahr 2006 über diese Firma abgewickelt haben.
Am 10. Juli 2010 bestätigte die Staatsanwaltschaft Wien die Einleitung eines Strafverfahrens wegen des Verdachts der Untreue gegen Grasser, Ernst-Karl Plech und Grassers Ex-Kabinettsmitarbeiter Michael Ramprecht. In Summe ermittelte die Staatsanwaltschaft aufgrund einer Sachverhaltsdarstellung der grünen Abgeordneten Gabriela Moser wegen möglichen Missbrauchs der Amtsgewalt zum Nachteil für die Steuerzahler, Untreue, Bruch des Amtsgeheimnisses und wettbewerbsbeschränkender Absprachen im Bieterverfahren.
Nachdem Grasser wiederholt von der Staatsanwaltschaft befragt worden war, ordnete sie am 28. Juli 2010 gegenüber allen österreichischen Banken an, sämtliche Konten Grassers offenzulegen.
Kurz vor Weihnachten 2011 entstand Wirbel um Akten über Grassers Stiftungs- und Firmennetzwerk, die bei Hausdurchsuchungen in Liechtenstein beschlagnahmt wurden. Ein Anwalt und Stiftungsrat Grassers hatte die Akten bei einer Akteneinsicht mitgenommen und erst nach Wochen wieder zurückgebracht. Pikanterweise ist der bei der Kanzlei Marxer & Partner arbeitende Anwalt auch in der mitregierenden Fortschrittlichen Bürgerpartei (FBP) tätig, die auch die Justizministerin stellt. Das Fürstentum Liechtenstein sicherte Österreich Amtshilfe zu, händigte die Daten aber erst im Jänner 2014 aus.
Im Jahr 2012 wurden die Medienprozesse zwischen Grasser und Ramprecht bis zur Klärung der Strafsache BUWOG auf Eis gelegt. Ein Einstellungsantrag Grassers wurde abgewiesen, da hinreichender Tatverdacht für die Fortsetzung der strafrechtlichen Ermittlungen bestehe. Im März 2012 verlor Grasser einen Prozess gegen Gabriela Moser. Moser musste ihre Behauptung, der Ex-Minister hätte „konspirative Gespräche“ geführt, die eine illegale Einflussnahme auf das Buwog-Verfahren zum Ziel gehabt hätten, vorerst nicht widerrufen. Demnach erwarte Moser von den Ermittlungsbehörden „bald eine Klärung, ob gegen den Ex-Finanzminister Karl-Heinz Grasser Anklage erhoben wird oder nicht“.
Am 21. Juli 2016 gab die Wirtschafts- und Korruptionsstaatsanwaltschaft bekannt gegen Karl-Heinz Grasser, Walter Meischberger, Ernst Plech, Peter Hochegger und zwölf weitere Personen in den Causae BUWOG und Terminal Tower Anklage zu erheben. Der verursachte Gesamtschaden beläuft sich laut Anklage auf zehn Millionen Euro, woraus sich ein Strafrahmen von bis zu zehn Jahren Haft ergibt. Am 12. Dezember 2017 begann der Prozess, obwohl die Generalprokuratur und Grassers Rechtsanwalt Manfred Ainedter die Objektivität der Richterin Marion Hohenecker in Frage gestellt hatten. Der Oberste Gerichtshof (OGH) verwarf die Nichtigkeitsbeschwerden jedoch.

## Urteil
Nach drei Jahren Verhandlung wurden am 4. Dezember 2020 im BUWOG-Prozess die Urteile verkündet. Grasser, Meischberger und Hochegger wurden in erster Instanz schuldig gesprochen. Die Urteile sind nicht rechtskräftig,  weil dagegen Rechtsmittel angemeldet wurden. In 168 Verhandlungstagen wurde der Vorwurf der Korruption in Zusammenhang mit Millionenzahlungen rund um die Bundeswohnungsprivatisierung und das Linzer Bürohaus „Terminal Tower“ gegen Ex-Finanzminister Karl-Heinz Grasser (FPÖ/parteilos), Walter Meischberger, Peter Hochegger und weitere Angeklagte geprüft. Die ausgesprochenen Freiheitsstrafen haben eine Dauer von acht Jahren für Grasser, sieben Jahren für Meischberger und sechs Jahren für Hochegger. Im Februar 2023 brachte Grasser gegen das Urteil Nichtigkeitsbeschwerde und Berufung ein. Im Mai 2024 empfahl die Generalprokuratur in einer 160-seitigen Stellungnahme die Untreue-Vorwürfe zu bestätigen. Weitere Schuldsprüche zu anderen Tatbeständen und anderen Personen sollten jedoch aufgehoben werden.
Am 25. März 2025 wurden die Schuldsprüche in den Kernvorwürfen vom Obersten Gerichtshof bestätigt. Lediglich die Verurteilung wegen Beweismittelfälschung wurde gekippt. Der OGH hat aber das Strafmaß mit Verweis auf die lange Prozessdauer reduziert. Karl-Heinz Grasser wurde zu vier Jahren unbedingt verurteilt, Ex-Lobbyist Walter Meischberger bekam 3,5 Jahre Haft, ebenfalls unbedingt. Ex-Immofinanz-Chef Karl Petrikovics fasste 12 Monate bedingte Haft aus, Hochegger eine Zusatzstrafe von drei Jahren, teilweise bedingt. Karl-Heinz Grasser hat angekündigt, sich an den Europäischen Gerichtshof für Menschenrechte wenden zu wollen.